# Basztowa Przehyba

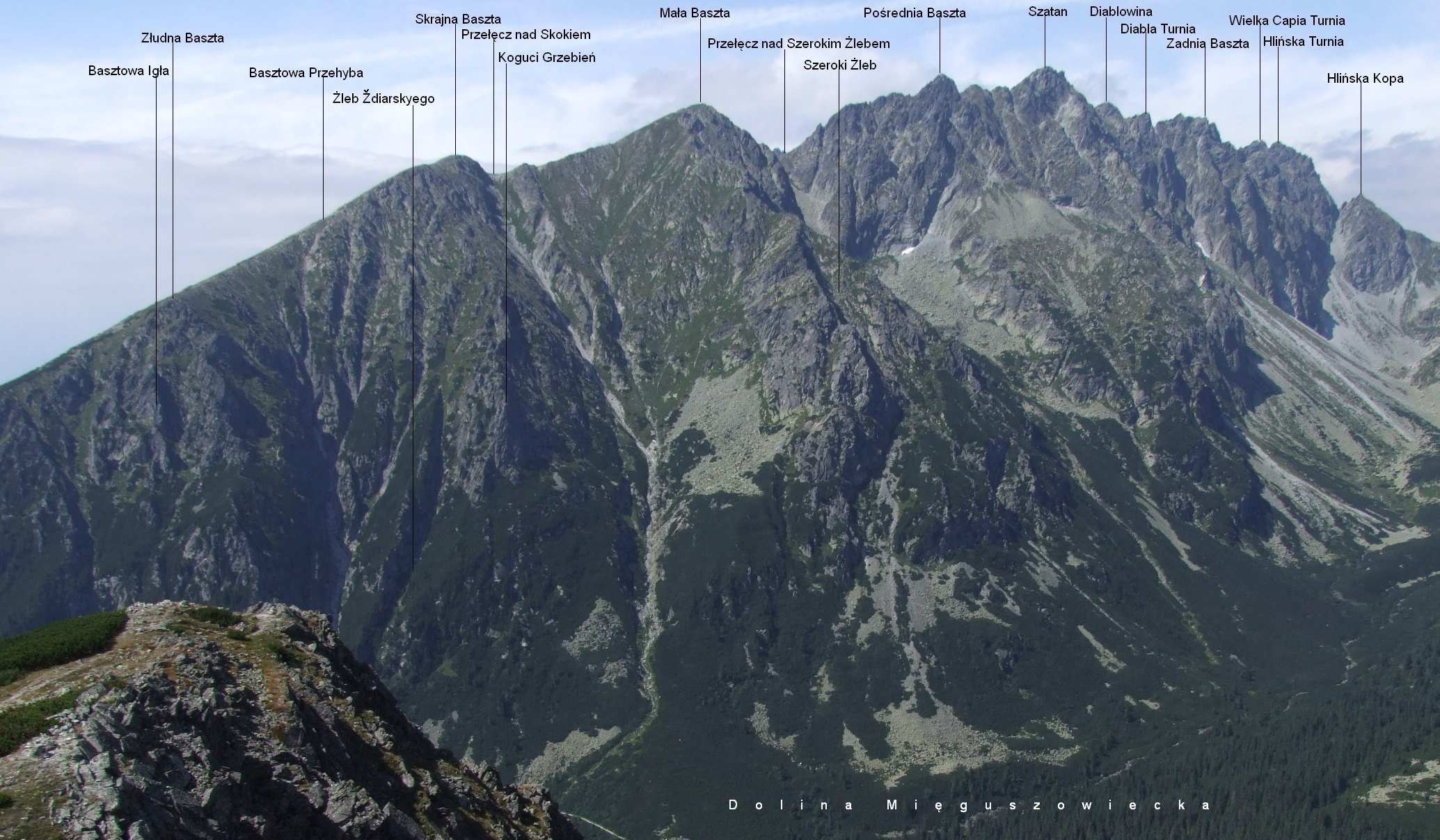
Widok z Osterwy

Basztowa Przehyba – południowy odcinek grzbietu między Skrajną Basztą a Złudną Basztą w Grani Baszt w słowackich Tatrach Wysokich. Władysław Cywiński opisuje ją jako cofnięta ku zachodowi krawędź pd. zbocza Skrajnej Baszty. Widziana od wschodu wygląda jak płytka przełęcz. Z jej południowego zbocza (Dolina Młynicka) opada olbrzymi i w górnej części bardzo szeroki żleb. Po stronie Doliny Mięguszowieckiej opada wielka depresja, do której ze Zboczy Skrajnej Baszty uchodzą trzy żleby (w tym Żleb  Ždiarskyego). 